# اوسوالدو هرناندز

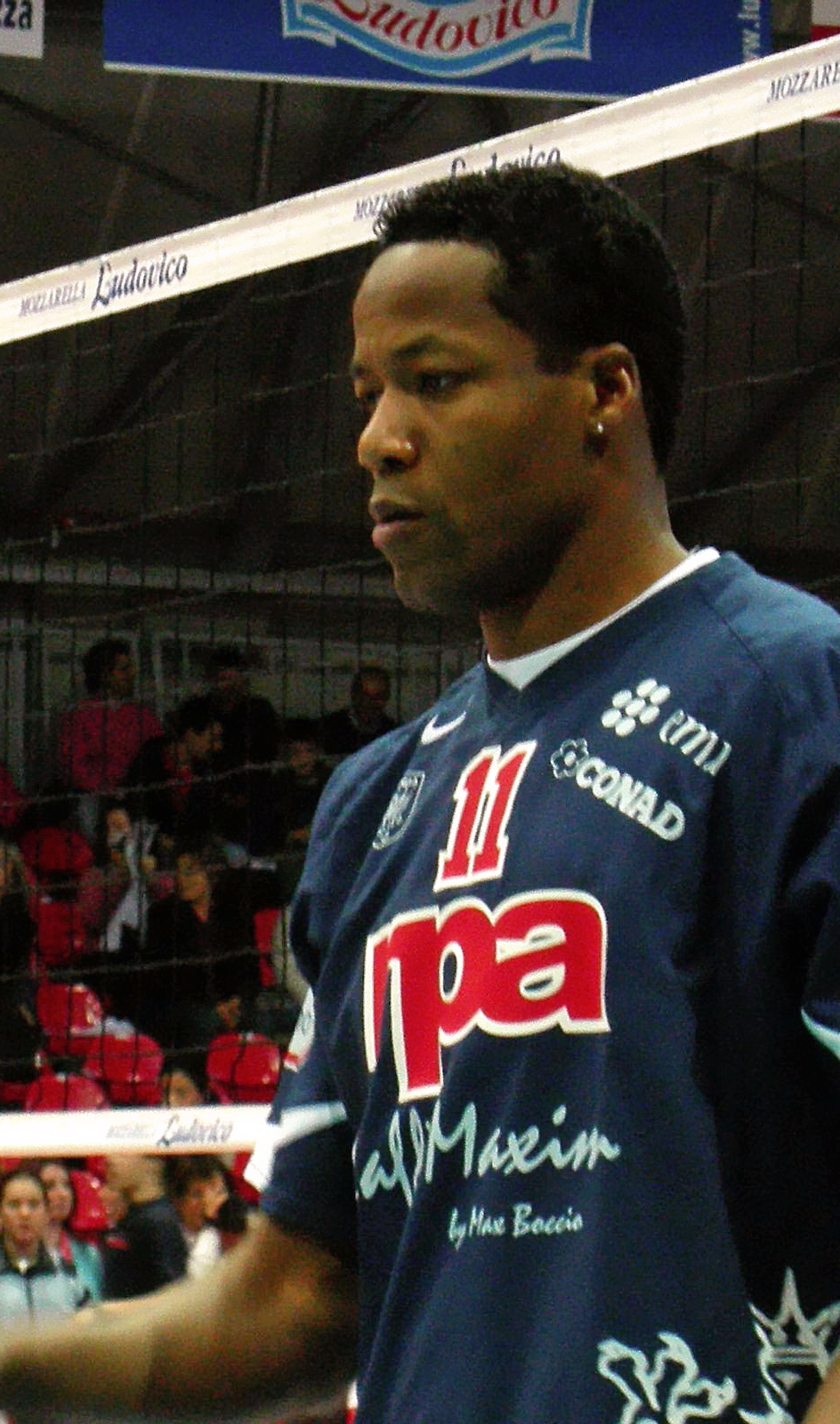
اوسوالدو هرناندز

اوسوالدو هرناندز (به انگلیسی: Osvaldo Hernández) (زاده ۱۱ ژوئیه ۱۹۷۰ در کاماگوئی) بازیکن والیبال دو ملیتی کوبایی ایتالیایی و سابق تیم ملی والیبال کوبا است. او به همراه تیم ملی کوبا به مدال برنز قهرمانی والیبال جهان ۱۹۹۸ و مدال طلا لیگ جهانی ۱۹۹۸ دست یافت و از ستاره‌های تیم ملی کوبا در این مسابقات بود. هرناندز در دو سال مداوم ۱۹۹۸ و ۱۹۹۹ به عنوان با ارزش‌ترین بازیکن لیگ جهانی انتخاب شد. از او به عنوان یکی از اسطوره‌های تاریخ والیبال کوبا یاد می‌شود.